# Mokum Records
Mokum Records ist ein niederländisches Plattenlabel, auf dem überwiegend Veröffentlichungen aus den Genres Gabber und Hardcore Techno erschienen.

## Geschichte
Der Name des 1993 von Fred Berkhout (Freddy B) gegründeten Labels geht auf das jiddische Wort מקום mit der Bedeutung Stadt zurück. Mokum ist ein Spitzname der Innenstadt von Amsterdam und der Labelgründer spielte damit auf das ebenfalls nach einer Stadt benannte Hardcore-Label Rotterdam Records an.
Auf Mokum erschienen Veröffentlichungen von Party Animals, Technohead, Chosen Few, Tellurian, The Salami Brothers, DJ Fistfuck, DJ Dano & Liza ’N’ Eliaz, The Speed Freak, Search & Destroy, Rob Gee & Ralphie Dee und Omar Santana.
Größter Erfolg des Labels war die Technohead-Single I Wanna Be A Hippy, die 1995 Chart-Platzierungen in ganz Europa, darunter Platz 1 in Deutschland, Österreich und den Niederlanden erreichte.
Nachdem das Mutterlabel Roadrunner Records sich Ende der 1990er Jahre zunehmend vom Vinylmarkt zurückzog, erschienen auf Mokum zunächst keine Veröffentlichungen mehr. Im Jahr 2004 entschied Freddy B, das Label als unabhängiges Unternehmen wieder zu beleben. Erste Veröffentlichung 2004 war Despairful Tomorrows Single And Hell Followed (MOK 100).
Mokum Records war eines der ersten Gabber-Labels, die mit dem Slogan „United Gabbers Against Racism And Fascism“ (Vereinigte Gabbers gegen Rassismus und Faschismus) und Veröffentlichungen wie Chosen Anthem (Against Racism) des Projektes Chosen Few dem Rassismus in der Szene eine klare Absage erteilten.